# Национальный театр (Сараево)
Национальный театр в Сараеве (босн. Narodno pozorište Sarajevo, хорв. Narodno kazalište Sarajevo,серб. Народно позориште Сарајево) — театр в Сараеве, крупнейший в Боснии и Герцеговине и один из важнейших культурных центров страны. Вместимость — 400 мест. Само здание выполнено в стиле неоренессанса и представляет собой прямоугольную конструкцию размером примерно 50 на 47 м.
Здание будущего Национального театра в Сараеве было построено в 1897 году по проекту архитектора чешского происхождения Карела Паржика и называлось Общественный дом. Первое театральное представление состоялось 2 января 1899 года. Это была постановки «Медеи» Франца Грильпарцера в исполнении Хорватского национального театра из Загреба. Во времена Австро-Венгрии здание служило общественным клубом и концертной площадкой, где проходили постановки в так называемом Saaltheater (Театральный зал). В 1922 году здание называться Национальный театр. В 1920-е гг театр возглавлял вернувшийся на Родину Бранислав Нушич, известный сербский писатель и драматург.
Датой основания самого национального театра можно считать 1920 год. 27 ноября 1920 года, когда в городе Тузла в отеле «Бристоль» сараевский театр представил спектакли Алексы Шантича и Лабиша. В здании тогда ещё Общественного дома первое представление народного театра датируется 22 октября 1921 года.
Долгое время Сараевский национальный театр функционировал исключительно как драматический театр. В 1946 году в театре появились собственные музыкальные постановки, что значительно обогатило репертуар театра за счёт добавления оперы и балета. 9 ноября 1946 года состоялась премьера оперы «Проданная невеста» Бедржиха Сметаны. Хотя Сараевский балет также был основан в 1946 году, но его первая самостоятельная постановка, «Жатва» Бориса Папандопуло, состоялась лишь 25 мая 1950 года.
После Боснийской войны, в 1996 году, состоялось празднование 75-летия театра. Было объявлено, что за три четверти века в его составе было более 1600 актёров, оперных певцов, артистов балета и других театральных деятелей. За этот период было представлено зрителям 1040 драматических постановок и 264 спектакля оперы и балета. Театр активно выступал как у себя в стране, так и за рубежом.
В сентябре 2008 года Комиссия по сохранению национальных памятников Боснии и Герцеговины признала здание Национального театра национальным памятником.

## Галерея

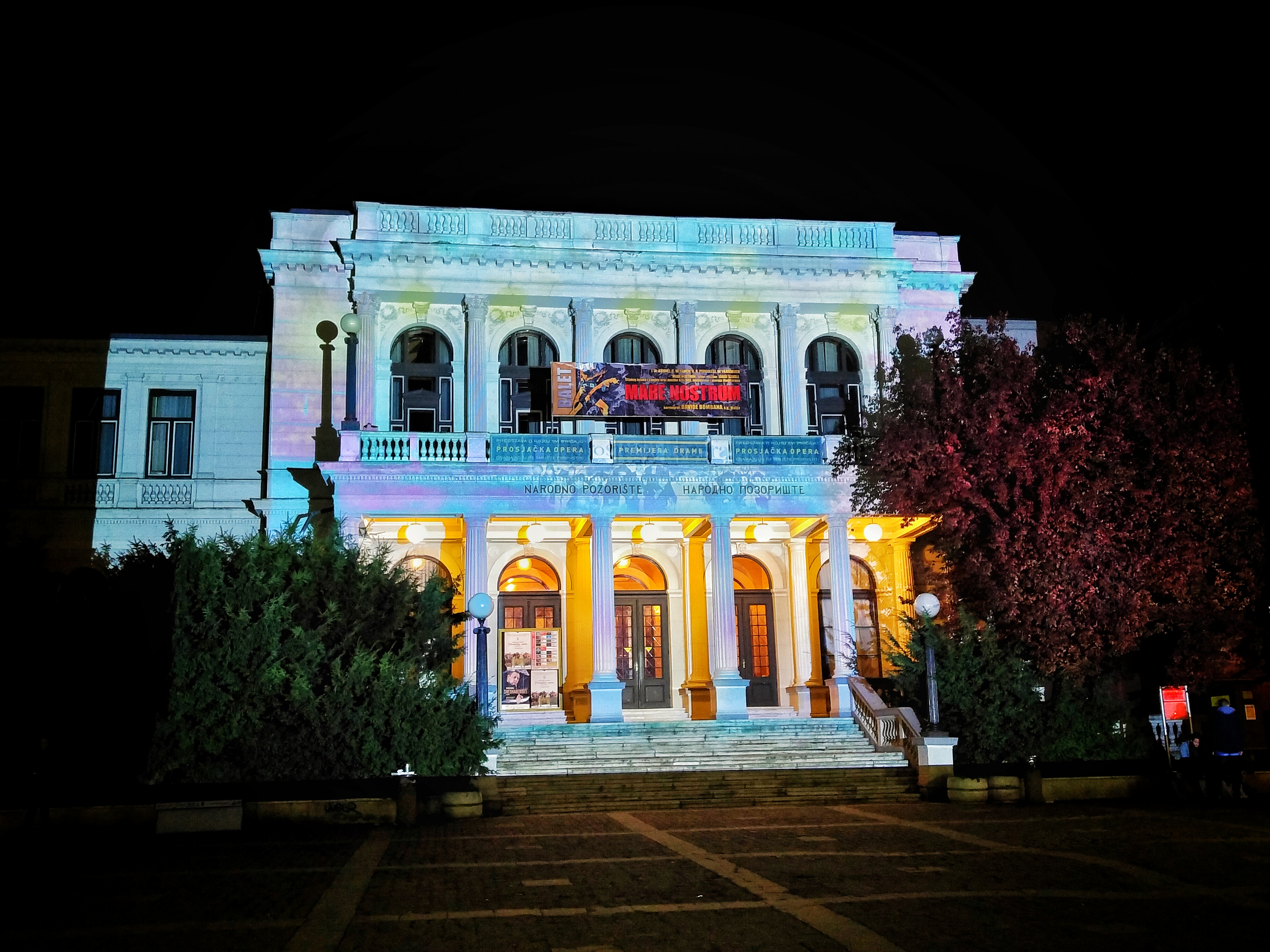
Подсветка Национального театра ночью
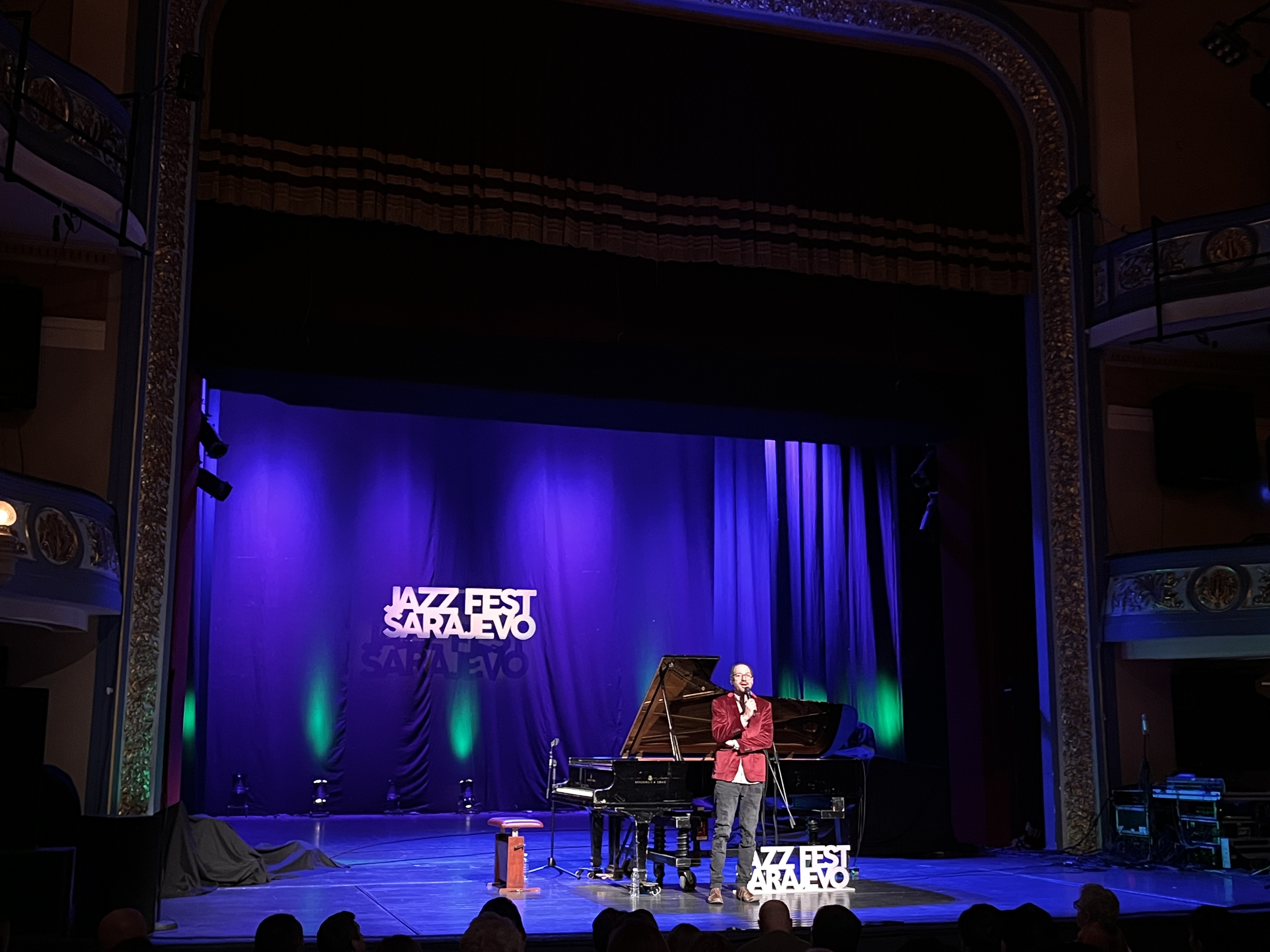
Сцена во время Джазового фестиваля
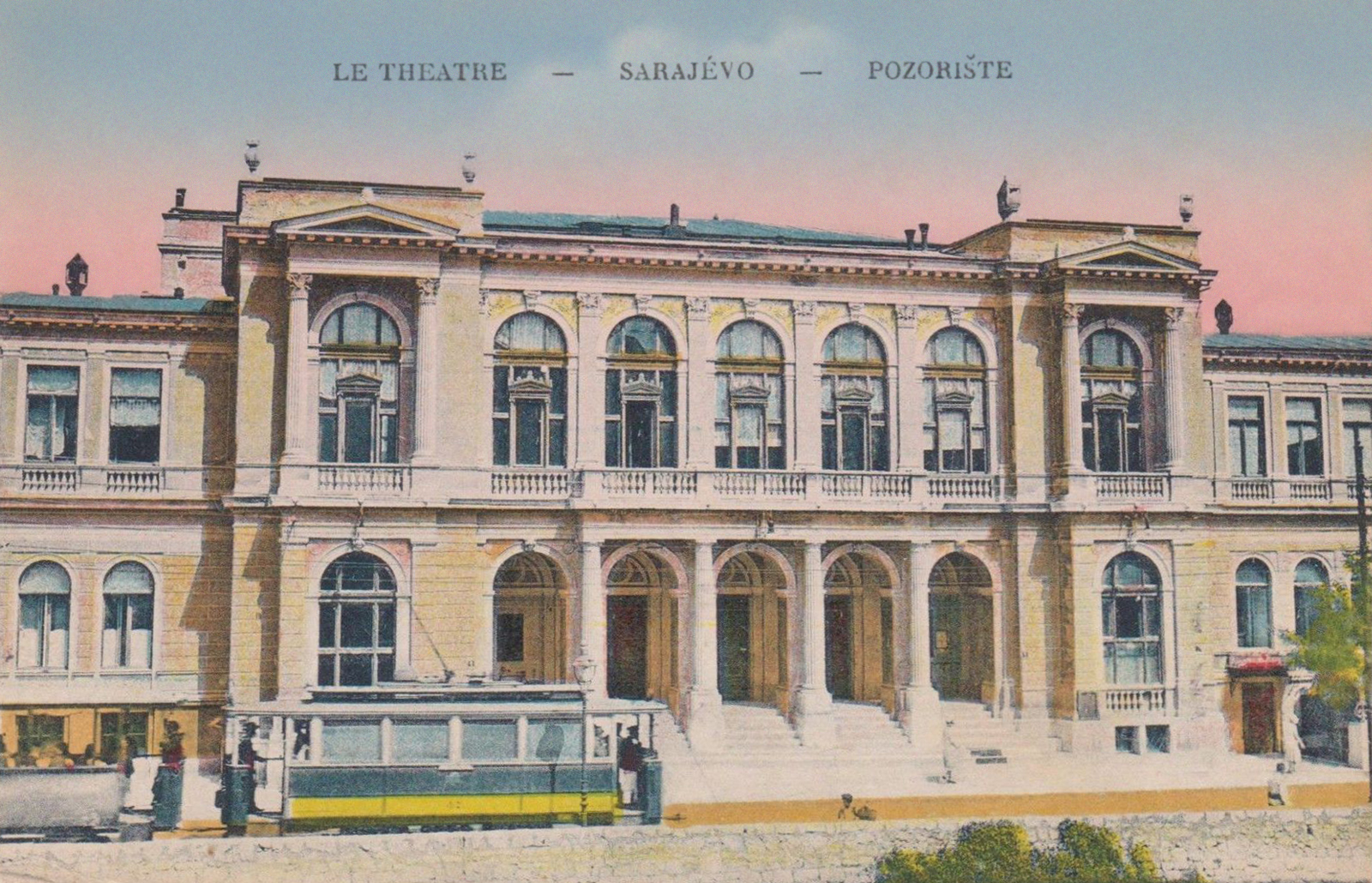
Открытка начала 1930-х гг
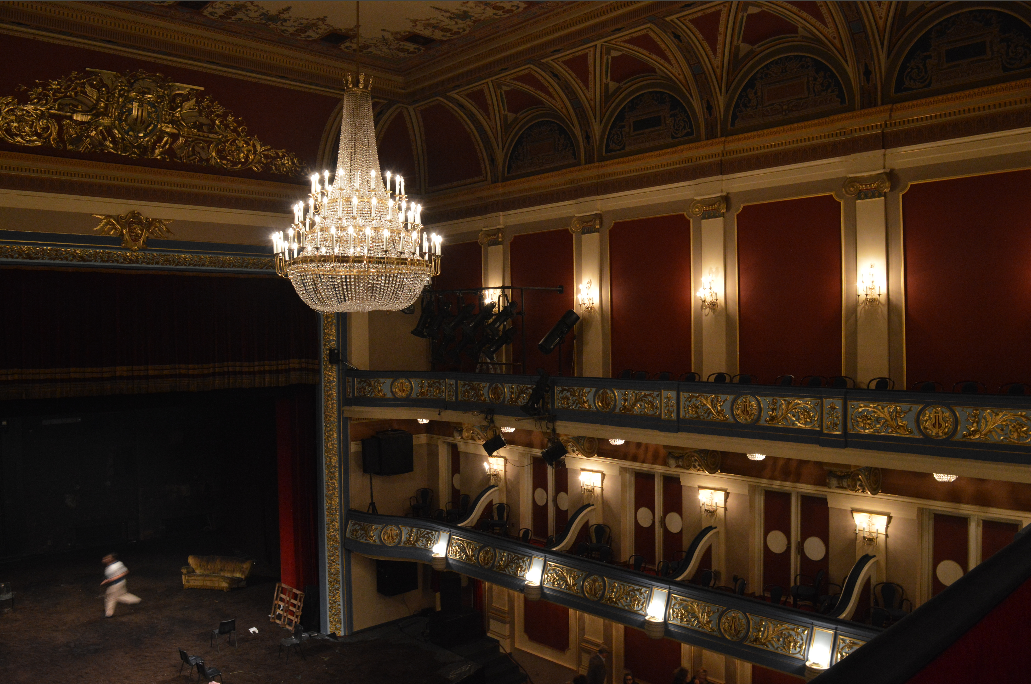
Интерьер театра